# Jakub Bosgrave
Jakub Bosgrave (ang. James Bosgrave, ur. w 1553?, zm. 27 października 1623 w Kaliszu) – angielski jezuita, matematyk, profesor Akademii Wileńskiej.
Studiował w Leuven (Lowanium) Brabancji, następnie w Rzymie, gdzie wstąpił do nowicjatu, który odbywał równocześnie ze Stanisławem Kostką i Stanisławem Warszewickim. Ukończywszy studia filozoficzne uczył matematyki w Pułtusku i Wilnie. W 1576 roku zainicjował w Akademii Wileńskiej wykłady matematyki i geometrii, tworząc na tej uczelni katedrę matematyki. W roku 1580 wrócił do Anglii i, rozpoznany jako jezuita, został skazany na śmierć. Po interwencji Stefana Batorego u królowej Elżbiety karę zmieniono na wygnanie. Bosgrave powrócił do Polski, gdzie zajął się opieką duchową nad chorymi. W 1595 roku uczestniczył w pracach nad "mapą radziwiłłowską" Wielkiego Księstwa Litewskiego na dworze Mikołaja Radziwiłła "Sierotki".

## Literatura dodatkowa
- Stanisław Bednarski T.J.: Bosgrave Jakób. W: Polski Słownik Biograficzny. T. 2: Beyzym Jan – Brownsford Marja. Kraków: Polska Akademia Umiejętności – Skład Główny w Księgarniach Gebethnera i Wolffa, 1936, s. 374. Reprint: Zakład Narodowy im. Ossolińskich, Kraków 1989, ISBN 83-04-03291-0.